# Capilla de Santa Rosa (Huesca)
La capilla de Santa Rosa es el único vestigio que queda en pie de la antigua iglesia Santa María Magdalena, finalizada en el 1771 que a su vez era parte del convento de Santa Rosa de Huesca, que había sido fundado en el 1725.

## Ubicación
La capilla se encuentra adosada a lo que era el externado del convento dominico de Santa Rosa y que tras su compra por el Ministerio de Cultura en el 1980 y posteriores reformas aloja actualmente el Archivo Histórico Provincial de Huesca.

## Historia
La comunidad que se estableció y formó el edificio fue la última en hacerlo de la ciudad, siendo el resultado del beaterio que Josefa Berride fundó poco antes de morir en el 1717 y que se estableció en unas casas adosadas a la muralla.
El origen del edificio se encuentra con la fundación de la comunidad religiosa en el 1725, cuando un grupo de religiosas se agruparon bajo la orden de Santo Domingo en unas casas que el cabildo de Huesca poseía después de que el rector de Santolaria, Miguel López de Zamora ,las comprase y donase a la orden dominica en la calle de la Pedrera, hoy Canellas, y en la que residieron bajo régimen de clausura y asistiendo a la iglesia de Santo Domingo debido a que no tuvieron una iglesia propia, dedicada a María Magdalena, hasta la finalización de su construcción en el 1771.
Poco después la capilla sirvió como templo devocional en la congregación, que por mandato del obispo Antonio Sánchez Sardinero en el 1766, tuvo una misión educativa destinada a niñas de familias sin recursos.
En el 1980 el Ministerio de Cultura compró el externado, construido en el 1885 por el arquitecto municipal Federico Villasante, y abadía del convento para adecuar el primero como archivo provincial, como posteriormente llevaría a cabo el arquitecto Julio Enrique Simonet, mientras que la fachada del internado y la iglesia se salvaron del derribo, realizándose solamente obras de consolidación en el exterior de la iglesia.
Tras el II Concilio Vaticano la iglesia fue depurada y sus obras fueron repartidas entre varias localizaciones, el retablo mayor fue a parar a Caleruega y el retablo de San José terminó en la iglesia de San Pablo y San Pedro de Laperdiguera, mientras que otras obras pictóricas fueron repartidas entre la nueva localización de la escuela o edificios religiosos de la ciudad.

### Espacio Ramón y Cajal
A mediados del 2017 se planteó la creación de un espacio cultural interactivo dedicado a Santiago Ramón y Cajal con el depósito de mobiliario y objetos personales del médico laureado pero el proyecto no avanzó, a pesar de la entrega de los familiares de varios elementos personales para su exposición, lo que llevó en 2021 a las Cortes a instar al gobierno central a la instalación del espacio museístico en Aragón.

## Descripción
Se trata de un templo barroco de una sola nave con brazos de crucero poco profundos y cubierta en los pies por un coro enclaustrado con decoración de estilo barroco bajo una bóveda rebajada o sobre sección de arco carpanel y el tramo equivalente al crucero con media naranja elíptica rebajada.  En la cabecera se encontraba el retablo mayor, encajado entre las columnas estructurales.
En su interior conserva restos de decoración pictórica y relieves en escayola, siendo su interés artístico principal la misma construcción, una iglesia de una nave del siglo XVIII. 
Entre la decoración pictórica y escultórica destacan dos escudos, uno de la orden de Santo Domingo y otro de la Inquisición que se encuentran a ambos lados de la nave. También destacan el relieve de la Virgen del Rosario y el de Santo Domingo de Guzmán de la cabecera y las pinturas de las pechinas.
Uno de los elementos que lo hacía destacar en conjunto con el internado y externado era que se encontraba adosado a la muralla de la ciudad, contando con una barbacana en la cual la comunidad contó con un espacio de recreo.